# تپلک پانامایی
تپلک پانامایی(نام علمی: Scytalopus panamensis) نام یک گونه از کلاد شاه‌مرغ‌سانان است.